# یو سو-جونگ
یو سو-جونگ (انگلیسی: Yeo Seo-jeong؛ زادهٔ ۲۰ فوریهٔ ۲۰۰۲) ژیمناست هنری زن اهل کره جنوبی است.